# Tacuru
Tacuru är en kommun i Brasilien.   Den ligger i delstaten Mato Grosso do Sul, i den södra delen av landet, 1 100 km sydväst om huvudstaden Brasília. Antalet invånare är 10 215.
Trakten runt Tacuru består i huvudsak av gräsmarker. Runt Tacuru är det mycket glesbefolkat, med 5 invånare per kvadratkilometer.